# Дозорные на Стене
«Дозорные на Стене» (англ. The Watchers on the Wall) — девятый эпизод четвёртого сезона фэнтезийного сериала канала HBO «Игра престолов» и 39-й во всём сериале. Сценарий к эпизоду написали создатели сериала Дэвид Бениофф и Д. Б. Уайсс и срежиссировал его Нил Маршалл. Премьера была показана 8 июня 2014 года.
Как в «Черноводной» во втором сезоне (тоже снятой Маршаллом), эпизод фокусируется исключительно на одной сюжетной линии: наступлении Одичалых на Чёрный Замок и обороне Ночного Дозора, под предводительством сира Аллисера Торна (Оуэн Тил) и Джона Сноу (Кит Харингтон).

## Сюжет
Во время дозора в ожидании вторжения Джон и Сэмвелл (Джон Брэдли) идут на вершину Стены и говорят об отношениях Джона и Игритт (Роуз Лесли), когда он ещё был с одичалыми. В противоборствующем лагере тенн-варг (Джозеф Гатт) разведывает стену с помощью совы, пока Игритт обещает одичалым сама убить Джона. В библиотеке Чёрного Замка Сэм и мейстер Эймон (Питер Вон) обсуждают Лилли (Ханна Мюррей), которую пощадила Игритт во время налёта на Кротовый Городок и которая незадолго до осады прибывает в Чёрный Замок. Их воссоединение прерывается звуком горна, сигнализирующего о прибытии армии Манса Налётчика. Джон, глядя на северную сторону от Стены, видит полыхающий лес, дозорные завершают подготовку к бою. Сэм находит для Лилли и её сына убежище на кухне, а затем целует её на прощание и уходит для помощи в обороне.
Игритт, выследив вход в Чёрный Замок, сообщает, что он недоукомплектован, и Стир (Юрий Колокольников) приказывает группе атаковать. Как только сир Аллисер (Оуэн Тил) приказывает лучникам целиться в людей Манса Налётчика, раздаётся другой горн, сообщающий, что замок атакуют с двух сторон. Аллисер передаёт Стену под командование Яносу Слинту (Доминик Картер) и спускается вниз к замку биться с теннами. На вершине стены Янос Слинт оказывается неумелым командующим, поэтому Гренн (Марк Стэнли) хитростью заставляет его спуститься в замок вслед за сиром Аллисером, и командование переходит к Джону Сноу. Слинт вместо того, чтобы участвовать в бою, прячется на той же кухне, что и Лилли. Несколько великанов с шерстистым мамонтом пытаются разрушить большие ворота у основания Стены, и Джон отправляет Гренна и пятерых человек защищать проход. Тем временем, внизу, в замке, сира Аллисера ранит Тормунд Великанья смерть (Кристофер Хивью), и его уносят с поля боя. Сэм, став свидетелем гибели Пипа (Джозеф Алтин), берёт его арбалет и убивает перебегавшего двор тенна-варга, а затем возвращается на Стену. Прибыв на вершину, Сэм сообщает Джону о событиях во дворе, и Джон принимает решение спуститься в Замок самому, передав командование Стеной Эдду (Бен Кромптон).
Возвратившись на южную сторону Чёрного Замка, Джон возглавляет оставшихся братьев Ночного Дозора, к которым присоединяется лютоволк Призрак. Джон вступает в схватку со Стиром и после жестокой битвы побеждает магнара теннов. Игритт, завидев Джона, целится в него из лука, но медлит пустить стрелу в любимого. Юный Олли (Бренок О’Коннор), воспользовавшись замешательством, стреляет ей в спину, и она умирает в объятиях Джона. На вершине Стены Эдд ведёт успешную оборону, заставив армию одичалых отступить в лес. Тормунда, в которого попадают несколько стрел, по приказу Джона берут в плен.
Утром Джон говорит Сэму, что пойдёт на северную сторону Стены, чтобы найти и убить Манса, это должно разобщить одичалых. Когда они проходят сквозь разрушенные ворота, то обнаруживают, что Гренн и его люди пали в неравной схватке, убив великана. Джон отдаёт Сэму свой меч Длинный Коготь, и приказывает ему подготовить для погибших погребальный костер.

## Производство
Эпизод включает содержимое романа Джорджа Р. Р. Мартина, «Буря мечей», главы Джон VII, Джон VIII и Джон IX.
Эпизод «Дозорные на Стене» подчёркивает возвращение режиссёра Нила Маршалла, чей предыдущий эпизод сериала, который он снял, был «Черноводная». Маршалл также появился в качестве камео в эпизоде в роли лучника на Стене.

## Критика

### Телерейтинги
В течение первого просмотра «Дозорных на Стене» было подсчитано 6.95 миллионов зрителей.

### Реакция критиков
Эпизод получил отметку 91% на Rotten Tomatoes на основе 33 рецензий, получив самую низкую отметку за сезон. Консенсус сайта говорит, что: «В то время как „Дозорным на Стене“ не хватает эмоционального удара предыдущих эпизодов этого сезона, он преуспевает в качестве насыщенного часа с достойным к просмотру визуальными эффектами».

### Награды
Нил Маршалл был номинирован на премию «Эмми» за лучшую режиссуру драматического сериала за этот эпизод.
| Год  | Премия                                       | Категория                                                  | Номинант(ы) | Результат |
| ---- | -------------------------------------------- | ---------------------------------------------------------- | --- | --------- |
| 2014 | Прайм-тайм премия «Эмми»                     | Лучшая режиссура драматического сериала                    | Нил Маршалл | Номинация |
| 2014 | Творческая премия «Эмми»                     | Лучший монтаж звука в сериале                              | Тим Киммел, Джед М. Додж, Тим Хэндс, Пола Фэйрфилд, Дэвид Клотц, Брэдли С. Катона, Бретт Восс, Джеффри Уилхойт и Дилан Т. Уилхойт | Номинация |
| 2014 | Творческая премия «Эмми»                     | Лучший звуковой монтаж в драматическом сериале (один час)  | Ронан Хилл, Ричард Дайер, Оннали Блэнк и Мэттью Уотерс                                                                            | Номинация |
| 2015 | Golden Reel Award                            | Лучший звуковой монтаж на телевидении, малая форма: музыка | | Номинация |
| 2015 | Общество специалистов по визуальным эффектам | Лучшая композиция в вещательной программе                  | Дэн Брекуолдт, Мартин Фурман, Софи Марфлит, Эрик Андрусизин                                                                       | Победа    |